# 宮元町 (高崎市)
宮元町（みやもとちょう）は、群馬県高崎市の地名。郵便番号は370-0828。面積は0.18km2(2012年現在)

## 地理
高崎市の中央部、市街地中央西寄りに位置している。

### 河川
- 烏川

## 歴史
明治4年に江戸時代の高崎城内広小路、外濠沿いにあった武家地米見町、代官町、明治維新で江戸藩邸から引上げて来た藩士の移住した南郭が合併して成立した地名である。

### 年表
- 1889年（明治22年）4月1日 町制施行で高崎町の町名となる。
- 1900年（明治33年）4月1日 市制施行で高崎町は高崎市となる。

## 世帯数と人口
2017年（平成29年）8月31日現在の世帯数と人口は以下の通りである。
| 町丁   | 世帯数  | 人口  |
| ------ | ------- | ----- |
| 宮元町 | 189世帯 | 422人 |

## 小・中学校の学区
市立小・中学校に通う場合、学区は以下の通りとなる。
| 番地 | 小学校             | 中学校             |
| ---- | ------------------ | ------------------ |
| 全域 | 高崎市立中央小学校 | 高崎市立高松中学校 |

## 交通

### 鉄道
当町に鉄道駅はない。

### 道路
国道は国道17号が通っている。県道は群馬県道29号あら町下室田線、群馬県道49号藤木高崎線、群馬県道・埼玉県道71号高崎神流秩父線が通っている。

## 施設
- スズラン高崎店別館
- 高崎公園
- 頼政神社
- シンフォニーロードおよびハープの泉 - 平成12年度手づくり郷土賞受賞。

### 過去の施設

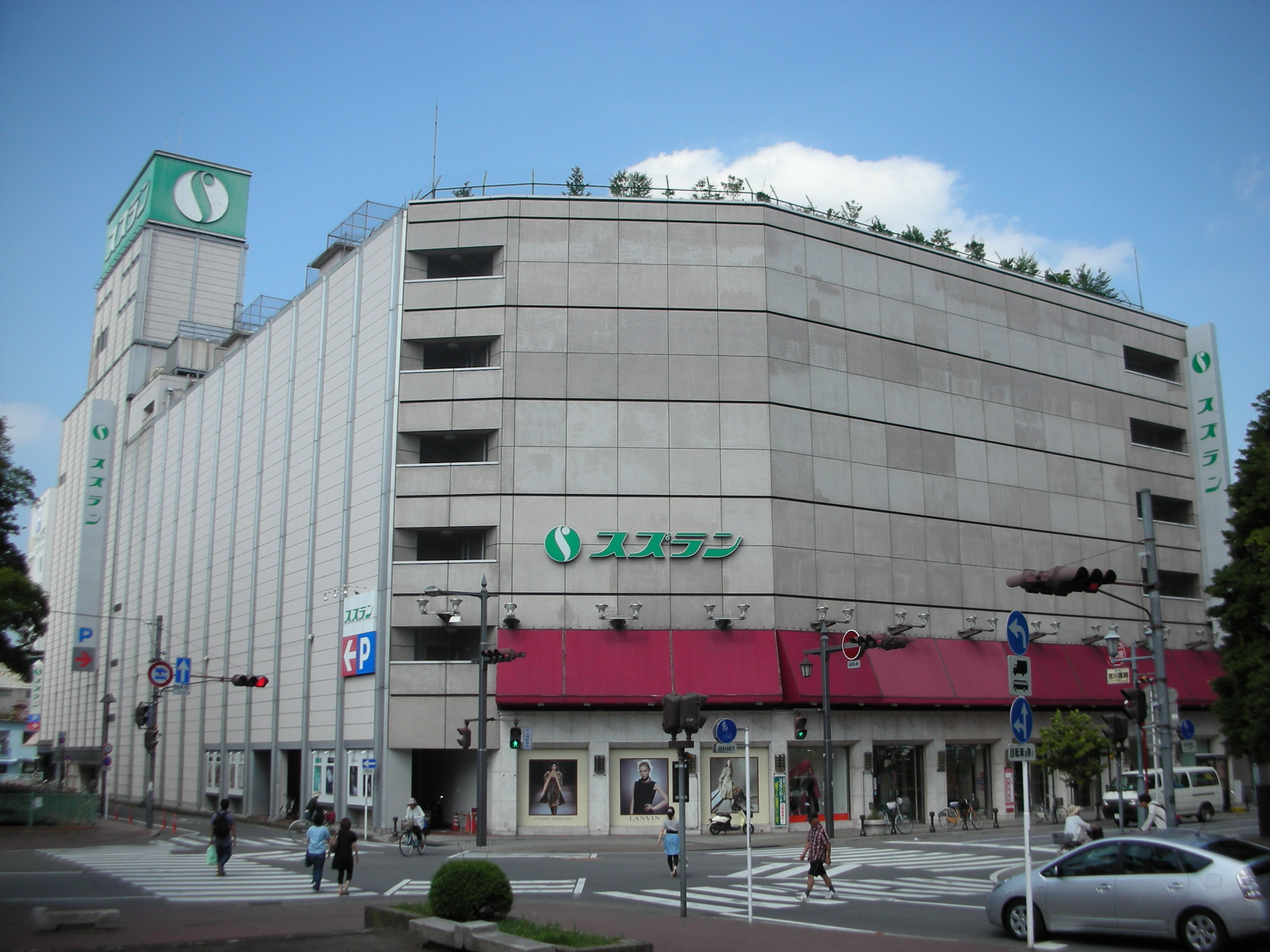
スズラン高崎店 旧本館

- スズラン高崎店本館（鞘町に移転）